# Американски жиголо
„Американски жиголо“ (на английски: American Gigolo) е американска криминална драма от 1980 г. на режисьора Пол Шрадер и във филма участват Ричард Гиър и Лорън Хътън.

## Актьорски състав
- Ричард Гиър – Джулиън Кей
- Лорън Хътън – Мишел Стратън
- Бил Дюк – Леон Джеймс
- Хектор Елисондо – детектив Джо Съндей
- Франсис Бъргън – госпожа Лаундър
- Карол Брус – госпожа Слоан
- Кей Калан – Лиса Уилямс
- Карол Кук – господин Добрън
- Синди Морган – Джилиън Съмърсет
- Дейвид Крайър – лейтенант Къртис
- Ричард Дер – господин Уилямс
- Нина ван Паландт – Ан
- Робърт Уайтман – Флойд Уикър
- Пати Кар – Джуди Реймам